# Accademia dei filodrammatici
L' Accademia dei filodrammatici (littéralement : Académie de comédiens amateurs), est une école d'art dramatique située à Milan,  fondée en 1796. C'est la plus ancienne école de théâtre en Italie,.
En 2017 Antonia Chiodi , directrice de l'Académie, a reçu le Prix Florent, une importante reconnaissance française dédiée à la pédagogie théâtrale.